# Grevillea sulcata
Grevillea sulcata là một loài thực vật có hoa trong họ Quắn hoa. Loài này được C.A.Gardner ex Olde & Marriott miêu tả khoa học đầu tiên năm 1995.